# Дом-музей Ба Цзиня
Дом-музей Ба Цзиня (кит. упр. 巴金故居, пиньинь Bā Jīn Gùjū) открыт в районе Сюйхуэй Шанхая 1 декабря 2011 года.

## О музее
Музей открыт в доме, где жил знаменитый китайский писатель Ба Цзинь с 1955 года до своей кончины в 2005 году. Директором музея стала дочь писателя, Ли Сяолинь.
Здание было построено в 1923 году, перестроено в 1948 году и в 1999 году его включили в перечень архитектурных памятников Шанхая. В этом доме Ба Цзинь написал повесть «Встреча после разлуки», по которой был снят фильм «Славные сыновья и дочери», а также ряд других произведений.
После смерти Ба Цзиня осталась обширная библиотека, коллекция произведений живописи и каллиграфии, а также значительное количество рукописей. Это наследие легло в основу экспозиции музея.
Музей открыт для посещения ежедневно, кроме понедельника, с 10 до 16 часов. Вход свободный.